# 铜仁路史量才旧居

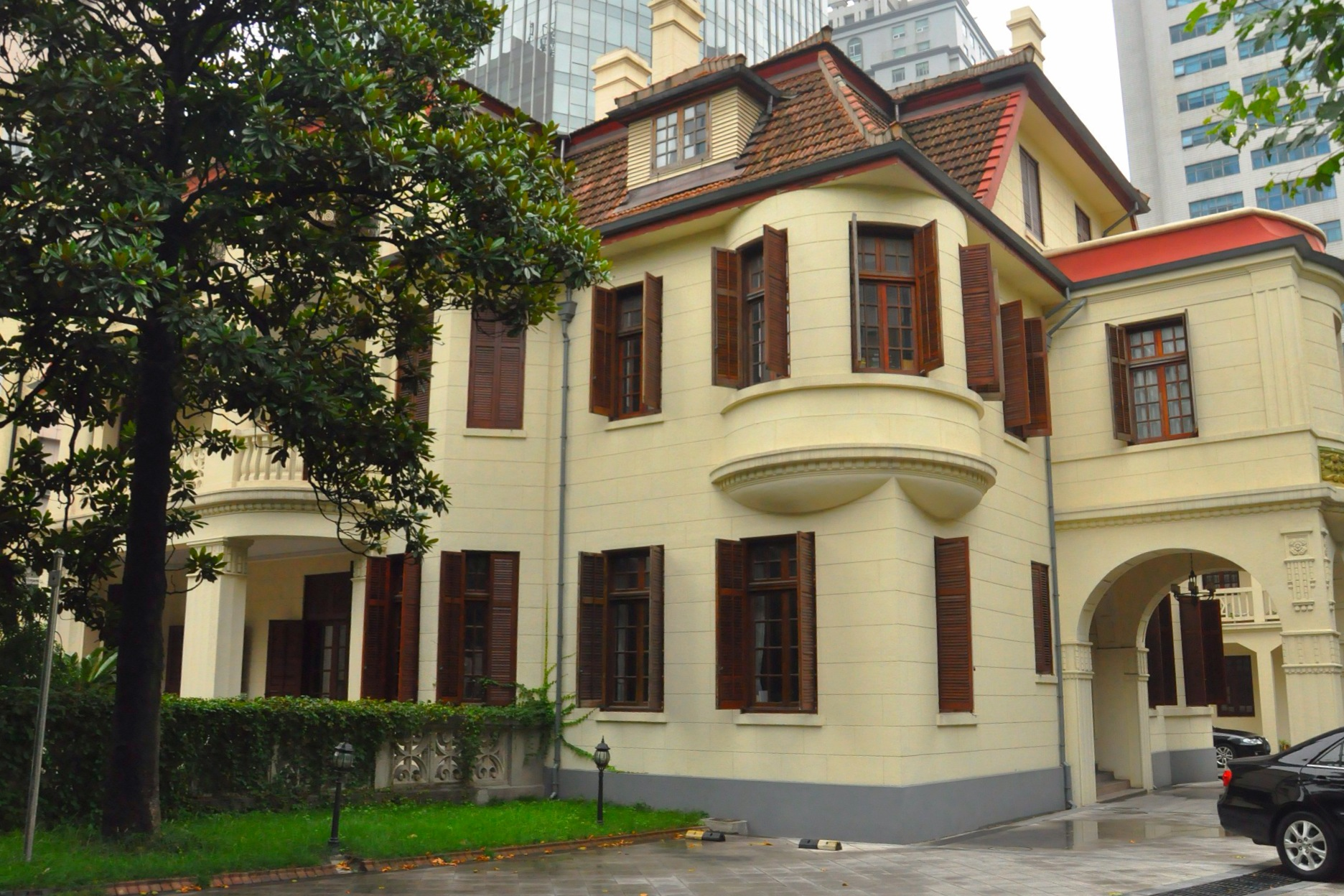

铜仁路史量才旧居是中国上海的一处历史建筑，位于静安区南京西路街道铜仁路257号。  
铜仁路257号有一大一小两座红瓦黄墙的三层花园住宅，建筑面积2494平方米，花园面积2276平方米，廊厅地面和楼梯都采用大理石。1934年起，《申报》总经理史量才在此居住。
2014年年4月4日，铜仁路史量才旧居升格为第八批上海市文物保护单位。现为上海市人民政府外事办公室。